# Мармижі (Курчатовський район)
Мармижі (рос. Мармыжи) — село в Курчатовському районі Курської області Російської Федерації.
Населення становить 115 осіб. Входить до складу муніципального утворення Костельцевська сільрада.

## Історія
Населений пункт розташований на території українського етнічного та культурного краю Східна Слобожанщина.
Від 2004 року входить до складу муніципального утворення Костельцевська сільрада.

## Населення
| 2002 | 2010 |
| ---- | ---- |
| 171  | ↘115 |